# Рихард Вагнер
Вилхелм Рихард Вагнер (на немски: Wilhelm Richard Wagner, [ˈʁiçaʁt ˈvaːɡnɐ]) е германски композитор, театрален предприемач, общественик и диригент, известен главно със своите опери (или „музикални драми“, както са наречени по-късно). За разлика от повечето оперни композитори, Вагнер пише винаги както музиката, така и либретото за своите сценични произведения. Първоначално той си създава репутация като автор от романтичното направление на Вебер и Майербер, но след това извършва революция в операта със своята концепция за „тотално произведение на изкуството“ (Gesamtkunstwerk), синтезиращо поетично, визуално, музикално и драматично изкуство, което прокламира в поредица есета между 1849 и 1852 година. Вагнер реализира тези идеи най-пълноценно в първата половина на цикъла опери „Пръстенът на Нибелунгите“.
Композициите на Вагнер, особено тези от късния му период, са забележителни със своята контрапунктна текстура, богат хроматизъм, хармонии и оркестрация, както и с усложненото използване на лайтмотиви – музикални теми, свързани с определени герои, места или елементи на сюжета. Той е сред пионерите на нововъведения, като крайният хроматизъм и бързото преместване на тоналния център, които оказват силно влияние върху последвалото развитие на класическата музика. Операта му „Тристан и Изолда“ понякога е сочена за начална точка на съвременната музика.
Рихард Вагнер изгражда свой собствен оперен театър – Байройтския фестивален театър, в проекта на който въвежда множество нови елементи. В него са поставени премиерите на „Пръстенът на Нибелунгите“ и „Парсифал“, в него продължават и днес да се изпълняват най-значимите сценични произведения на композитора по време на ежегодния Вагнеров фестивал. В края на живота си Вагнер отново променя възгледите си за относителната тежест на музика и драма в операта и той се връща към по-традиционни форми с произведения като „Нюрнбергските майстори певци“.
До последните му години животът на Вагнер е съпътстван от политически изгнания, бурни любовни връзки, бедност и многократни бягства от кредитори. Спорните му мнения за музиката, драмата и политиката предизвикват чести коментари в последните десетилетия, особено проявите му на антисемитски настроения. Последствията от идеите на Вагнер могат да се проследят в различни клонове на изкуството на XX век, като влиянието им се разпростира и в области като дирижиране, философия, литература, изобразително изкуство и театър.

## Биография

### Ранни години
Рихард Вагнер е роден на 22 май 1813 година в Лайпциг, на улица „Брюл“ №3 в еврейския квартал на града. Въпреки това той е етнически немец, девето дете в семейството на полицейския чиновник Карл Фридрих Вагнер и Йохана Розина Вагнер (родена Пец), дъщеря на хлебар. Бащата на Вагнер умира от тиф шест месеца след раждането му, след което майка му живее с актьора и драматург Лудвиг Гайер, приятел на бащата на Вагнер. През август 1814 година Йохана изглежда се омъжва за Гайер, макар че в регистрите не е запазена информация за това, и семейството се премества в жилището на Гайер в Дрезден. През първите 14 години от живота си Вагнер носи името Вилхем Рихард Гайер, като по-късно изглежда смята, че Гайер е и негов биологически баща.
Любовта на Гайер към театъра е наследена и от неговия доведен син, който взема участие в представленията му. В своята автобиография Вагнер пише, че веднъж е играл ролята на ангел. В края на 1820 година той постъпва в училището на пастор Вецел в Посендорф край Дрезден, където учи и малко пиано от учителя си по латински. Вагнер се справя трудно с инструмента, като предпочита да учи по слух театрални увертюри. След смъртта на Гайер през 1821 година Рихард е изпратен на разноски на брата на Гайер в „Кройцшуле“, училище с пансион към момчешкия хор на дрезденската църква „Кройцкирхе“. На девет години той е силно впечатлен от готическите елементи в операта на Карл Мария фон Вебер „Вълшебният стрелец“, който има възможност да гледа под диригентството на автора. По това време Вагнер има амбицията да пише пиеси и първата творба в Каталога на Вагнеровите произведения, означавана с WWV 1, е трагедията „Леубалд“ („Leubald“). Започната от него като ученик през 1826 година, тя е силно повлияна от Шекспир и Гьоте. Вагнер иска да я постави под музикален съпровод и убеждава семейството си да го изпрати на уроци по музика.
През 1827 година семейството се връща в Лайпциг, където през следващите няколко години Вагнер взема първите си уроци по хармония при Кристиан Готлиб Мюлер. През януари 1828 година той за пръв път чува в концертната зала „Гевандхаус“ Бетховеновата Симфония № 7, а през март и Симфония № 9. Бетховен се превръща в голямо вдъхновение за него и той пише транскрипция за пиано на Симфония № 9. Вагнер е силно впечатлен и от изпълнение на Моцартовия „Реквием“. От този период датират ранните му сонати за пиано и първите му опити за оркестрови увертюри.
През 1829 година Рихард Вагнер присъства на представление на драматичното сопрано Вилхелмине Шрьодер-Дефринт, която се превръща в негов идеал за сливане на драма и музика в операта. В своята автобиография той пише: „Когато погледна назад през целия си живот, не намирам друго събитие, което да поставя наравно с това като впечатление, предизвикано в мен“ и смята, че „дълбоко човешкото и екстатично изпълнение на тази несравнима артистка“ разпалва у него „почти демоничен огън“.
През февруари 1831 година Вагнер постъпва в Лайпцигския университет, където става член на Саксонското студентско братство. Той взема и уроци по композиция при Кристиан Теодор Вайнлиг, който е толкова впечатлен от способностите му, че отказва да взима пари за уроците. Вайнлиг организира публикуването на посветената на него Соната за пиано в си-бемол мажор, която става Вагнеровият Опус № 1. Година по-късно Вагнер композира своята повлияна от Бетховен Симфония в до мажор, която е изпълнена в Прага през 1832 година и в Лайпцигската „Гевандхаус“ през следващата година. След това той започва да работи върху операта „Сватбата“ („Die Hochzeit“), която остава недовършена.
В университета Вагнер слуша лекции по философия и естетика. В този период той попада в кръга на полските революционери-изгнаници и през 1832 година съпровожда граф Тишкевич в неговото пътешествие до Моравия, а от там заминава за Виена.

### Ранна кариера
През 1833 година братът на Вагнер Алберт му намира работа като ръководител на хора в театъра на Вюрцбург. През тази година двадесетгодишния Вагнер композира първата си завършена опера – „Феите“ („Die Feen“). Тя имитира стила на Вебер и е поставена половин век по-късно, малко след смъртта на автора.
След като се завръща в Лайпциг през 1834 година Вагнер за кратко е музикален директор на оперния театър в Магдебург. Там той пише и поставя през 1836 година операта „Забранената любов“ („Das Liebesverbot“), базирана на Шекспировата „Мяра за мяра“. Постановката се проваля само с едно представление, а фалитът на театъра оставя автора в тежко финансово положение. В Магдебург Вагнер се влюбва в актрисата Мина Планер и след провала на „Забранената любов“ той заминава при нея в Кьонигсберг, където тя му помага да си намери работа в местния театър. Двамата се женят на 24 ноември 1836 година, но половин година по-късно Мина го изоставя и отива да живее с друг мъж. През юни 1837 година Вагнер става музикален директор на операта в Рига. Там той работи със сестрата на Мина Амали, която също е певица, и през 1838 година отново се събира със съпругата си.
През 1839 година Рихард Вагнер и Мина Планер натрупват толкова дългове, че са принудени да напуснат Рига, бягайки от кредиторите си. Това е първият епизод на постоянните проблеми с дълговете, които преследват Вагнер през целия му живот. Двамата заминават за Лондон с кораб, като бурното пътуване се превръща във вдъхновение за операта „Летящият холандец“ („Der fliegende Holländer“), написана малко по-късно от Вагнер по скеч от Хайнрих Хайне. През септември 1839 година двамата пристигат в Париж, където остават в продължение на три години. Вагнер се издържа като пише статии и аранжира опери на други композитори, главно за издателската къща на Морис Шлезингер. През този период той пише и оперите „Риенци“ и „Летящият холандец“.

### Дрезден и заминаване в емиграция
Рехард Вагнер завършва „Риенци“ през 1840 година. Със силната подкрепа на Джакомо Майербер операта е одобрена за изпълнение от Дворцовия театър на Саксония и през 1842 година Вагнер пристига в Дрезден. Той описва в датиращата от това време „Автобиографична скица“ облекчението си от завръщането в Германия и пише, че на път от Париж „за пръв път видях Рейн – с горещи сълзи в очите аз, бедният артист, се заклех във вечна вярност към моето германско отечество“. „Риенци“ е представена за пръв път на сцена на 20 октомври със значителен успех.
Вагнер остава в Дрезден през следващите шест години, като е назначен за официален Диригент на Кралския двор на Саксония. През този период той поставя там „Летящият холандец“ (2 януари 1843) и „Танхойзер“ („Tannhäuser“, 19 октомври 1845), първите две от поредицата опери на неговия среден период. Той участва активно в артистичния живот на Дрезден, като сред близките му контакти са композиторът Фердинанд Хилер и архитектът Готфрид Земпер.
Престоят на Рихард Вагнер в Дрезден е прекъснат рязко, заради връзките му с политическата левица. Той е близък с ориентираните към социализма местни националисти, като често се среща с известния диригент и републиканец Аугуст Рьокел и руския анархист Михаил Бакунин. Той е повлиян и от възгледите на Пиер-Жозеф Прудон и Лудвиг Фойербах и играе второстепенна поддържаща роля в Майското въстание в Дрезден през 1849 година, по време на Германската революция. За да избегне арест след потушаването на въстанието, Вагнер напуска страната и отива в Париж, след което се установява в Цюрих, като първоначално живее при приятеля си, композитора Александър Мюлер.
Вагнер ще прекара следващите дванадесет години в изгнание от Германия. Той завършва „Лоенгрин“ („Lohengrin“), последната опера от средния си период, малко преди Дрезденското въстание и след заминаването си пише отчаяни писма до своя приятел Ференц Лист да я постави в негово отсъствие. Лист дирижира премиерата на операта във Ваймар през август 1850 година. Въпреки това личното положение на Вагнер е тежко, като той остава изолиран от германските музикални среди и няма никакъв редовен доход. През 1850 година Юли, съпругата на неговия приятел Карл Ритер, започва да му плаща малка пенсия, която поддържа до 1859 година. С помощта от нейния приятел Джеси Лосо пенсията трябва да осигури на Вагнер годишен доход от 3 хиляди талера, но схемата се проваля, след като Вагнер започва любовна връзка със съпругата на Лосо. През 1850 година той дори планира да избяга с нея, но не успява след намесата на съпруга. Междувременно съпругата на Вагнер Мина, която не харесва оперите му след „Ренци“, изпада във все по-дълбока депресия. Здравето на Вагнер също се влошава, според биографа му Ърнест Нюман „главно в резултат на изопнати нерви“, което му пречи да продължи да работи.
През първите си години в Цюрих Рихард Вагнер публикува главно есета. В „Изкуството на бъдещето“ („Das Kunstwerk der Zukunft“, 1849) той описва възгледите си за операта, като „тотално произведение на изкуството“ (Gesamtkunstwerk), обединяващо различните изкуства, като музика, песен, танц, поезия, изобразително изкуство и сценография. „Еврейството в музиката“ („Das Judenthum in der Musik“, 1850) е първият му публикуван текст с антисемитско съдържание, в който той твърди, че евреите нямат връзка с немския дух и поради това са способни да създават само незадълбочена и изкуствена музика. Според него те композират, за да постигнат популярност и съответно финансов успех, а не създават автентични произведения на изкуството.

### Музикална драма, Венеция и Париж
В есето „Опера и драма“ („Oper und Drama“, 1851) Вагнер описва своята идея за драматична естетика, която ще използва в оперите от цикъла „Пръстенът на Нибелунгите“ („Der Ring des Nibelungen“). Още в Дрезден той започва да работи по сценария на бъдещия цикъл от четири опери. Първоначално, през 1848 година, той пише либрето за една опера – „Смъртта на Зигфрид“ („Siegfrieds Tod“). След пристигането си в Цюрих той разширява сюжета с операта „Младият Зигфрид“ („Der junge Siegfried“), която разглежда ранните години на героя. Той завършва текста на цикъла с либретата на „Валкирия“ („Die Walküre“) и „Рейнско злато“ („Das Rheingold“) и преработва останалите либрета в съответствие с новата си концепция, завършвайки ги през 1852 година. Идеята за опера от „Опера и драма“ и други есета от този период на практика отричат оперите на самия Вагнер до „Лоенгрин“. Донякъде в опит да обясни промяната във възгледите си, през 1851 година Вагнер публикува автобиографичния текст „Обръщение към моите приятели“ („Eine Mittheilung an meine Freunde“).
Рихард Вагнер започва да композира музиката за „Рейнско злато“ между ноември 1853 и септември 1854 година, а непосредствено след това – и за „Валкирия“, писана между юни 1854 и март 1856 година. Той започва работа и по третата опера от цикъла, която вече нарича просто „Зигфрид“ („Siegfried“), вероятно през септември 1856 година, но до юни 1857 година е завършил само първите две действия и решава да спре да работи по нея, за да се фокусира върху една нова идея – „Тристан и Изолда“ („Tristan und Isolde“), базирана на легендата от Артурианския цикъл.
Източник на вдъхновение за „Тристан и Изолда“ става философията на Артур Шопенхауер, най-вече неговата „Светът като воля и представа“, с която Вагнер се запознава през 1854 година, благодарение на поета Георг Хервег. По-късно Вагнер нарича това най-важното събитие в своя живот. Обстоятелствата на личния му живот го превръщат лесно в поддръжник на едно определено разбиране за Шопенхауеровата философия – дълбоко песимистичен възглед за съдбата на човека. Вагнер остава последовател на Шопенхауер до края на живота си.
Сред доктрините на Шопенхауер е тази, че музиката заема върховно място сред изкуствата като пряка проява на същността на света – сляпата импулсивна воля. Този възглед противоречи на позициите на Вагнер от „Опера и драма“ за водещата роля на драматургията в операта. Изследователите смятат, че под влияние на Шопенхауер Вагнер възлага по-централна роля на музиката в своите късни опери, включително втората половина от цикъла „Пръстенът на Нибелунгите“, която му предстои да композира. Влияние на Шопенхауер се забелязва и в някои от следващите либрета на Рихард Вагнер.

### Завръщане в Германия
През май 1864 г. Вагнер получава покана от крал Лудвиг II Баварски да заживее в Мюнхен. Току-що преживял провал във Виена, Вагнер се възползва от този шанс. Настанен е в двореца на улица „Бринерщрасе“. Започва да оказва влияние върху краля, вследствие на което получава достатъчно пари за покриването на всичките му разходи за разточителния си начин на живот и измества диригента на дворцовия оркестър, Франк Лахнер. На 11 юни 1865 г. премиерата на „Тристан и Изолда“ бива дирижирана от Ханс фон Бюлов, съпруг на любовницата на Вагнер. През 1865 г. Козима фон Бюлов ражда първото дете на Вагнер. Мюнхенчани недоволстват от влиянието на Вагнер и протестират докато той напуска града на 10 декември 1865 г. Вагнер се връща в града за кратко през 1869 г., когато пише „Рейнско злато“ и през 1870 г., когато пише „Валкирия“. Под негово влияние е построен фестивален дворец в Байройт.

### Байройт и последни години
Годината е 1870, когато Рихард Вагнер посетил Байройт, защото бил чел за сградата на Маркграфската опера, чиято огромна сцена му се струвала подходяща за неговите оперни постановки. В крайна сметка се оказало, че мястото за оркестъра не побира многобройните музиканти в опери като „Пръстенът на Нибелунгите“. Затова Вагнер се заел със задачата, да построи в Байройт свой собствен Фестивален комплекс. Градът го подкрепил в това негово начинание и Общинският съвет му предоставил на разположение парцел, намиращ се на зелен хълм в непосредствена близост до центъра на града. Същевременно Вагнер се сдобил и с място, намиращо се до Дворцовата градина, където построил своята къща, наречена от него самия „Дом Ванфрийд“. В градината на къщата се намират и гробовете на Рихард Вагнер и съпругата му Козима, както и гробът на любимото му куче. От 1976 г. вила Ванфрийд помещава Вагнеровия музей.
На 22 май 1872 били положени основите на Фестивалния комплекс, който бил открит тържествено на 14 август 1876 г. Архитект на комплекса бил Ото Брюквалд от Лайпциг, който вече бил доказал таланта си при построяването на Лайпцигския и Алтенбургския театър. През 1951 г. в Байройт, под ръководството на Вийланд и Волфганг Вагнер, се състоял и първият следвоенен Фестивал „Рихард Вагнер“. Фестивалът в Байройт (така наречените „Вагнерови празници“) е едно от най-важните културни събития в Германия, превърнало се в уважавана традиция. Той се провежда ежегодно, започвайки в края на юли и продължава до края на август, радвайки се на огромен зрителски интерес.

## Произведения
Вагнер остава в историята на изкуството с уникалния замах на творбите си. С повечето си произведения композиторът въвежда нови техники на хармонията, изпълнението и интерпретацията на различните елементи на операта. На него принадлежи концепцията за „музикалната драма“ като съвършено единство на поезия, музика и танц, обединени в драматургиката на сценичното изпълнение.

### Опери
- „Сватбата“ – Die Hochzeit (1832)-Недовършена
- „Феите“ – Die Feen (1834)
- „Забранената любов“ – Das Liebesverbot (1836)
- „Риенци, последният трибун“ – Rienzi (1840)
- „Летящият холандец“ – Der fliegende Holländer (1843)
- „Танхойзер и състезанието на певците във Вартбург“ – Tannhäuser und der Sängerkrieg auf Wartburg (1845)
- „Лоенгрин“ – Lohengrin (1848)
- „Пръстенът на Нибелунгите“ – Der Ring des Nibelungen с четири части:
  - „Рейнско злато“ – Das Rheingold (1854)
  - „Валкирия“ – Die Walküre (1856)
  - „Зигфрид“ – Siegfried (1871)
  - „Залезът на боговете“ – Götterdämmerung (1874)
- „Тристан и Изолда“ – Tristan und Isolde (1859)
- „Нюрнбергските майстори певци“ – Die Meistersinger von Nürnberg (1867)
- „Парсифал“ – Parsifal (1882)

### Неоперна музика
Встрани от неговите опери, Вагнер композира относително малко музикални произведения. Това включва една симфония (написана на 19-годишна възраст), Фаустовата симфония (от която той завършва само първата част, позната като Фаустова увертюра), още няколко увертюри, хорови произведения и такива за пиано, както и реоркестрация на произведението на Кристоф Вилибалд Глук Iphigénie en Aulide (Ифигения в Авлида).

### Литературни съчинения
Вагнер е бил изключително плодотворен писател през целия си живот, бил е автор на стотици книги, поеми и статии, както и обемиста кореспонденция. Неговите произведения покриват широк спектър от теми, включително политиката, философията и детайлния анализ (понякога противоречив) на неговите собствени опери. Забележителни есета са „Oper und Drama“ („Опера и драма“, 1851), есе върху теория на операта и „Das Judenthum in der Musik“ („Юдаизмът в музиката“, 1850), полемика срещу еврейските композитори като цяло и Джакомо Мейербер в частност. Той също пише автобиографията Моят живот (1880).